# Aline Kutan
Aline Kutan est une soprano colorature canadienne d'origine arménienne.

## Biographie
Née en Turquie, Aline Kutan est arrivée au Canada à l'âge de 10 ans. Demeurant à Vancouver, elle a fait ses débuts à 18 ans dans l'opéra de Benjamin Britten The Turn of the Screw à l'opéra de Vancouver. Elle a étudié le chant à l'université de la Colombie-Britannique et à l'université Laval à Québec, avec Louise André. Après l'obtention de son diplôme, elle a fait partie pendant deux ans d'une tournée du Phantom of the Opera. À partir de 1994 elle a remporté de nombreux prix et concours, dont les suivants :
- concours de l'Orchestre symphonique de Montréal,
- concours Mozart de la Compagnie nationale d'opéra du Canada,
- concours du Metropolitan Opera.
- concours international de chant de Toulouse, prix de la meilleure interprétation d'un extrait d'opéra français

Elle a donné naissance à une fille en 2006.

## Principaux rôles
- Rôle-titre dans Lakmé
  - En 2002, elle a remplacé à pied levé Sumi Jo au Michigan Opera Theater, obtenant des critiques élogieuses[1].
- Carmina Burana
  - En particulier, avec l'Orchestre symphonique de Québec dans le cadre des fêtes du 400e anniversaire de Québec
  - Elle chantera également cette œuvre avec l'Orchestre symphonique de Montréal lors du concert d'ouverture de la saison 2010-2011.
- Violetta (La Traviata)
- Zerbinetta (Ariane à Naxos)
- Olympia (Les Contes d'Hoffmann)
- Anne Trulove (The Rake's Progress)
- Ludmila (Rouslan et Ludmila)
- la Comtesse Adèle (Le Comte Ory)
- Sylvie (La Colombe)
- Konstanze (L'Enlèvement au sérail)
- Morgana (Alcina)
- Adèle (La chauve-souris)
- La reine de la nuit (La Flûte enchantée)

Aline Kutan a chanté sa première Reine de la nuit en 1990. Alors que ce rôle est réputé exigeant pour les cordes vocales, en 2011, elle avait participé à plus de 30 productions de la Flûte enchantée de Mozart. Possédant une technique extraordinaire, Aline Kutan a chanté, jusqu'à présent, le rôle de la Reine de la nuit dans plus de 130 représentations.